# تامی ورستی
توماس «تامی» ورستی یک شخصیت خیالی و قهرمان بازی ویدیویی Grand Theft Auto: Vice City در سال 2002 است که چهارمین قسمت اصلی از سری Grand Theft Auto شرکت Rockstar Games است. تامی اولین شخصیت اصلی سریال است که می تواند صحبت کند، و توسط ری لیوتا صداگذاری شد.
تامی که به عنوان یک اوباش ایتالیایی-آمریکایی با خلق و خو به تصویر کشیده می شود، یک مرد ساخته شده یا سولداتو سابق خانواده جنایی فورلی، یک سازمان خیالی مافیای ایتالیایی است. تامی پس از گذراندن 15 سال حبس به دلیل قتل، در سال 1986 آزاد می شود و کار خود را در Vice City، شهری خیالی بر اساس میامی، از سر می گیرد. با این حال، او به زودی وظیفه بازیابی اجناس دزدیده شده از یک معامله مواد مخدر را بر عهده می گیرد. تلاش تامی او را به برقراری روابط مجرمانه مختلف سوق می‌دهد و در دنیای زیرین جنایتکاران Vice City شهرت پیدا می‌کند. تامی در نهایت امپراتوری جنایی خود را گسترش می دهد و به شاهزاده شهر تبدیل می شود.
تامی با استقبال خوبی از سوی منتقدان مواجه شد و آنها او را نسبت به قهرمانان قبلی این سریال خوش اخلاق‌تر و دوست‌داشتنی‌تر می‌دانستند و شخصیت او را تحسین می‌کردند و آن را با شخصیت تونی مونتانا از فیلم Scarface در سال 1983 مقایسه می‌کردند. بازی لیوتا در نقش تامی نیز مورد تحسین قرار گرفت و تحسین های متعددی را برای او در پایان سال به ارمغان آورد.

## مفهوم و طراحی
تامی ورسیتی برای اولین بار با پیراهن سبز آبی هاوایی ظاهر شد. با پیشرفت بازی گزینه‌های کمد لباس بیشتری به او پیشنهاد می‌شود. تامی، از چند جهت، ویژگی‌های سلطان مواد مخدر خیالی تونی مونتانا را از فیلم Scarface در سال 1983 نشان می‌دهد. این مصادف با مضامین و ظاهر سنگین فیلم است که در Vice City اجرا شده است. فعل و انفعال بین تامی و لنس ونس به گونه ای ساخته شد که شبیه رابطه سانی کراکت از میامی معاون و ریکاردو تابز باشد.
تیم وقت خود را صرف «حل معمای» یک قهرمان ناطق می‌کرد، که یک جدایی قابل‌توجه از کلود قهرمان خاموش Grand Theft Auto III بود. ری لیوتا نقش قهرمان داستان تامی ورسیتی را به تصویر کشیده است. لیوتا این نقش را چالش برانگیز توصیف کرد: "شما در حال خلق شخصیتی هستید که قبلا وجود نداشته است... خیلی فشرده است". هنگام ضبط نقش، تیم از صفحه آبی استفاده کرد تا به لیوتا اجازه دهد "چگونه حرکت می کند" را تجسم کند. تیم اطمینان حاصل کرد که بازیکن  "وابستگی واقعی" را به تامی احساس می کند، و این روایت را به یک علاقه کلیدی توسعه تبدیل می کند. دن هاوسر تامی را "قوی و خطرناک و آماده و منتظر رسیدن به فرصت مناسب" توصیف کرد. نوید خونساری، کارگردان، کار کردن با لیوتا را گاهی دشوار می‌دانست. سام هاوسر گفت: «در برخی از جلسات او ... وارد آن می شد، اما گاهی اوقات ... او بسیار تاریک بود و نمی توانست کار کند».
قبل از انتشار Vice City، IGN اظهار داشت که تامی احتمالاً همان اثری را روی بچه‌های امروز باقی می‌گذارد که نقش [بازیگر ری لیوتا] از ری سینکلر بر روی هر دانش‌آموز دبیرستانی و دانشگاهی که در سال 1986 فیلم Something Wild را دیده بود، باقی می‌گذارد. " آنها همچنین نقش لیوتا از تامی را با تصویر هنری هیل در فیلم دوستان خوب مقایسه کردند. وقتی از لیوتا در مورد نقش او در نقش تامی سوال شد، اظهار داشت که "کار سختی بود." او گفت که "شما تقریباً خود را در دستان [سازندگان بازی] می‌گذارید و هر کاری که آنها می‌خواهند انجام می‌دهید، بنابراین کار زیادی برای انجام خلاقانه برای شما وجود ندارد."

## بیوگرافی

### اوایل زندگی
تامی ورسیتی در شهر لیبرتی در یک خانواده ایتالیایی آمریکایی به دنیا آمد. در کودکی، او اغلب در محل کارش به عنوان اپراتور چاپخانه به ملاقات پدرش می رفت و با تمیز کردن غلتک ها به او کمک می کرد. اگرچه تامی در ابتدا آرزوی یک زندگی صادقانه را داشت، اما پس از دوستی با سانی فورلی، به سرعت در نوجوانی گرفتار سبک زندگی مجرمانه شد. سانی، یکی از اعضای برجسته (احتمالاً قبلاً دان) خانواده جنایتکار فورلی، تامی را درگیر فعالیت‌های مجرمانه مختلف کرد و در نهایت او را به عنوان یک مرد ساخته‌شده به خانواده معرفی کرد.
در سال 1971، سانی که نسبت به افزایش شهرت تامی در میان مافیا حسادت داشت و عصبی بود، او را به بهانه مأموریت ترور یک اوباش رقیب در منطقه هاروود شهر، به دام انداخت تا کشته شود. زمانی که تامی وارد شد، به سرعت توسط یازده مرد در کمین قرار گرفت، اما توانست همه آنها را بکشد. علیرغم اقدام در دفاع از خود، تامی به اتهامات متعدد قتل دستگیر و روانه زندان شد. در مقطعی قرار بود او را به اعدام محکوم کنند، اما به دلیل نفوذ خانواده فورلی و دخالت احتمالی، او فقط پانزده سال حبس کشید. زمانی که تامی در زندان بود، به خاطر اقداماتش قبل از دستگیری، لقب «قصاب هاروود» را به دست آورد.

### آزادی از زندان
تامی که تازه از زندان در سال 1986 بیرون آمده است، بلافاصله توسط سانی به معاون شهر فرستاده می شود تا بر یک معامله مهم مواد مخدر نظارت کند. این قرارداد توسط سانی ترتیب داده شد تا هم تامی را در خارج از شهر لیبرتی نگه دارد تا از درگیری بیشتر با مجریان قانون جلوگیری کند و هم به خانواده فورلی (در این زمان قدرتمندترین سازمان مافیایی در شهر لیبرتی) اجازه دهد تا تجارت مواد مخدر را در لیبرتی سیتی گسترش دهد. جنوب زمانی که در Vice City، تامی و محافظان منتخب او قرار می گیرند، با وکیل فریبکار فورلیس، کن روزنبرگ، ملاقات می کنند، که آنها را به محل معامله می برد. زمانی که معامله در کمین مهاجمان نقابدار قرار می گیرد که محافظان تامی و یکی از مشتریان را می کشند، تامی مجبور می شود با کن فرار کند و پولی که سانی و کالا به او داده اند را رها کند. پس از تماس با سانی برای دادن خبر بد، تامی خود را موظف می بیند که مواد مخدر و پول سانی را پس بگیرد و هر کسی که طراح کمین بوده را بکشد، تحت تهدید انتقام سانی.
تامی در طول تحقیقات خود تعدادی متحد پیدا می کند که به او کمک می کنند، از جمله سرهنگ بازنشسته خوان گارسیا کورتز، که به راه اندازی این تبادل کمک کرد. کنت پل، تهیه‌کننده موسیقی، دوست کن که با جنایتکاران نایب سیتی ارتباط دارد. لنس ونس، برادر انتقام‌جوی مشتری که در کمین کشته شد. و اوری کارینگتون، توسعه‌دهنده املاک و مستغلات تگزاسی، که تامی را برای کمک به او در چندین شغل استخدام می‌کند. تامی از طریق کورتز با ارباب مواد مخدر ریکاردو دیاز آشنا می شود که او و لنس را استخدام می کند، اما بعداً مشخص می شود که مسئول کمین است. پس از کار برای دیاز برای جلب اعتماد او، این زوج او را در عمارت خود می کشند و پول و مواد مخدر خود را پس می گیرند.

### سرمایه گذاری های تجاری
با مرگ دیاز، تامی امپراتوری خود را به دست می گیرد و به آرامی از خانواده فورلی فاصله می گیرد و دستور سانی برای پرداخت پولی که به او بدهکار است را نادیده می گیرد. در حالی که او با بسیاری از متحدانش در تماس است، شروع به غفلت از لنس می کند، که از او می خواهد مانند یک شریک برابر در موارد متعدد با او رفتار شود. در عوض، تامی بیشتر بر گسترش سندیکای جنایتکار خود به نام "باند Vercetti" متمرکز می شود، زیرا شرکت های مختلف را مجبور به پرداخت پول محافظتی به او می کند، شرکت های تقریباً ورشکسته را خریداری می کند تا از آنها به عنوان جبهه برای عملیات غیرقانونی استفاده شود، و اتحادهایی با باندهایی مانند Los Cabrones و Vice City Bikers.
پس از اینکه تامی خود را به عنوان پادشاه بلامنازع Vice City معرفی می کند، مجبور می شود از تجارت خود در برابر اوباش فورلی که توسط سانی فرستاده شده بودند، دفاع کند، آنها تصمیم گرفتند علیه تامی اقداماتی انجام دهند. تامی پس از اینکه متوجه شد سانی به Vice City می‌آید تا بدهی‌هایش را جمع‌آوری کند، تامی قصد دارد با پول تقلبی به او ادای احترام کند. با این حال، وقتی سانی به عمارت تامی می‌رسد، فاش می‌کند که به لطف لنس که به او خیانت کرده، از نقشه‌اش مطلع است و نقش خود را در دستگیری تامی پانزده سال قبل اعتراف می‌کند. سپس یک تیراندازی در عمارت آغاز می‌شود، که طی آن تامی مانع از سرقت پول‌های فورلی‌ها می‌شود و لنس را به خاطر خیانت او به قتل می‌رساند، قبل از اینکه در نهایت سانی را در یک بن‌بست پرتنش بکشد. لحظاتی بعد، کن به صحنه قتل عام می رسد، اما تامی به او اطمینان می دهد که همه چیز خوب است، زیرا بدون سانی، او اکنون مسئول است. او سپس کن را دست راست جدید خود می نامد و آن لحظه را "آغاز یک رابطه تجاری زیبا" اعلام می کند.

### زندگی بعدی
در مورد زندگی تامی پس از سال 1986 اطلاعات زیادی در دست نیست، به جز کوتاه مدت بودن همکاری او با کن. در مقطعی قبل از سال 1992، زمانی که اعتیاد کن به کوکائین به دردسر جدی برای تامی تبدیل شد، او را به یک مرکز توانبخشی در فورت کارسون، سن آندریاس فرستاد و او را در آنجا رها کرد. در مقدمه، یک فیلم مقدمه کوتاه برای Grand Theft Auto: San Andreas، کن پس از تکمیل درمان خود از حالت توانبخشی خارج می شود و سعی می کند با تامی تماس بگیرد، اما موفق نمی شود، زیرا تامی تمام روابط خود را با او قطع کرده است.

## بازخوردها
شخصیت Tommy Vercetti نقدها و اظهارات بسیار مثبتی از سوی منتقدان و بازیکنان Vice City دریافت کرد و در لیست های بسیاری از بهترین شخصیت های بازی های ویدیویی قرار گرفت. اسکات آلن ماریوت از AllGame، تامی را جذاب‌تر از کلود از Grand Theft Auto III یافت؛ پری از IGN احساس کرد که Rockstar "فرد مناسب و انتخاب درست را پیدا کرده است"، و اج نوشت که تامی "کاریزما را از بین می‌برد" و عملکرد لیوتا را تحسین کرد. CraveOnline اظهار داشت که بازی در نقش تامی "یک نفس از هوای تازه" بود. The Age بازی لیوتا را ستود و اظهار داشت: «در حالی که شخصیت در طول بازی بر تونی مونتانا ریف می‌زند، سخنرانی‌های لیوتا به او حس شوخ طبعی می‌دهد که او را دوست‌داشتنی‌تر می‌کند». GameDaily تصویر لیوتا را تحسین کرد که او را از یک اراذل با ظاهر عمومی به یک "مرد سختگیر که در دهه 80 حکومت می کرد" تبدیل کرده بود.
لیوتا برنده جایزه بهترین اجرای زنده اکشن/صدایی مرد در جوایز G-Phoria 2003 و بهترین اجرای یک انسان در جوایز بازی ویدیویی Spike در سال 2003 شد.